# José Madero
 (décembre 2014).
Si vous disposez d'ouvrages ou d'articles de référence ou si vous connaissez des sites web de qualité traitant du thème abordé ici, merci de compléter l'article en donnant les références utiles à sa vérifiabilité et en les liant à la section « Notes et références ».
José Madero Vizcaíno (né le 1er septembre 1980, à Monterrey, Nuevo León). Avocat de profession, il est surtout un chanteur mexicain, vocaliste principal du groupe mexicain de Panda. Il est l'un des éléments fondateurs de cette formation musicale depuis ses débuts en 1997. Il est connu au sein de ce groupe sous le surnom de "Pepe".

## Biographie
José est né et a vécu toute sa vie dans la municipalité de San Pedro Garza García, dans le Nuevo León, où il s'est familiarisé depuis son plus jeune âge avec différents genres de rock, du glam rock au punk rock, en passant par le grunge et le rock alternatif. Le goût de cette musique l’a amené à apprendre à jouer de la guitare à 13 ans afin de former un groupe qui a vu le jour en 1996 sous le nom de "The Purgatory" et d’influences grunge des années 90, comme Alice in Chains. Après plusieurs changements de styles et d’alignement, Panda émergeait l’année suivante.
En 1998, à 17 ans, il a étudié le droit à l'Institut technologique et d'enseignement supérieur de Monterrey (ITESM), dont il est diplômé en 2003 (il possède le certificat professionnel numéro 4018873) Cependant, il n’a travaillé qu’en tant qu’avocat pendant quelques années, puisqu’il a décidé depuis 2007 de se consacrer entièrement à la musique.
En plus de l’écriture musicale, José Madero s’est immiscé dans le monde de l’écriture en publiant son premier livre "Thinking Well, Thought Badly" en 2014, qui consiste en une sorte de critique autobiographique, un récit d’anecdotes personnelles et travail Deux ans plus tard, il lancerait son deuxième livre, "Hate Hate", qui contient une collection d'essais sur divers sujets concernant l'être humain.

## Discographie

### Avec Panda
- Arroz con leche (es) (2002)
- La revancha del príncipe charro (es) (2002)
- Para ti con desprecio (2005)
- Amantes Sunt Amentes (2006)
- Sinfonía soledad (es) (2007)  (en public)
- Poetics (es) (2009)
- Panda MTV Unplugged (es) (2010)  (en public)
- Bonanza (es) (2012)
- Sangre fría (es) (2013)

### soliste
- Carmesí (es) (2016)   60.000
- Noche (es) (2017)   30.000
- Alba (es) (2018)
- Psalmos (es) (2019)

### Singles indépendants
- Rompope para uno (2016)
- Ojalá (2018)
- Final ruin (2019)
- Riesgo de contagio (2020)